# Shirani Bandaranayake

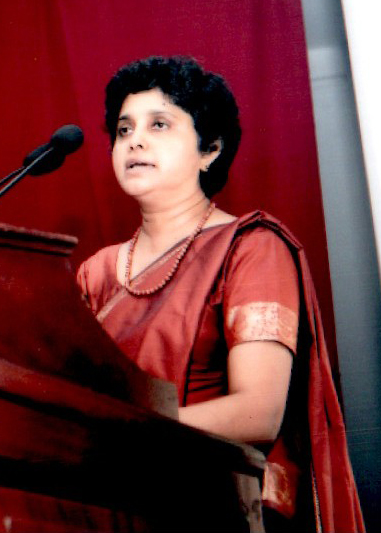
Shirani Bandaranayake (2012)

Upatissa Atapattu Bandaranayake Wasala Mudiyanse Ralahamilage Shirani Anshumala Bandaranayake (singhalesisch ශිරාණි බණ්ඩාරනායක; * 1958 in Kurunegala) ist eine sri-lankische Juristin. Sie war ab 1996 Richterin und ab 2011 Präsidentin am Obersten Gerichtshof von Sri Lanka und damit die erste Frau in diesen Ämtern.

## Leben und Wirken
Bandaranayake studierte Rechtswissenschaften an der Universität Colombo, wo sie 1980 den Bachelor of Laws erwarb. In der Folge blieb sie als Dozentin an der Universität und erwarb 1983 den Magistergrad in Philosophie. Im selben Jahr wurde sie zur sri-lankischen Anwaltschaft zugelassen. 1986 wurde sie an der University of London und damit als erste Frau Sri Lankas an einer ausländischen Universität zur Dr. iur. promoviert. Anschließend kehrte sie an die Universität Colombo zurück und übernahm als Direktorin die Leitung der juristischen Fakultät. 1992 wurde sie zur Dekanin der juristischen Fakultät ernannt. Ein Jahr später wurde ihr ein wegen ihrer Verdienste um die Fakultät ein außerordentlicher Lehrstuhl übertragen. Am 30. Oktober 1996 wurde sie als erste Frau Mitglied des Obersten Gerichtshofs von Sri Lanka.
2011 wurde Bandaranayake wiederum als erste Frau zur Präsidentin des Obersten Gerichtshofs, also zur Chief Justice, ernannt. Am 18. Mai 2011 wurde sie in ihrem neuen Amt vereidigt. Nach einer Reihe von Gerichtsentscheidungen unter ihrem Vorsitz, mit denen Entscheidungen der Regierung aufgehoben wurden, wurde gegen Bandaranayake im November 2012 ein Amtsenthebungsverfahren initiiert. Aus Regierungskreisen wurde ihr vorgeworfen, mit ihren Entscheidungen die „Souveränität des Volkes beeinträchtigt“ zu haben. Insgesamt umfassten die 14 Anklagepunkte, die ihr am 6. November 2012 zur Last gelegt wurden, unter anderem die Nichtoffenlegung finanzieller Interessen, Machtmissbrauch und die Missachtung der Verfassung. Bandaranayake wies alle Anklagepunkte zurück. Am 11. Januar 2013 wurde sie offiziell ihres Amtes enthoben. Von der Opposition und Richtern weltweit wurde dies als Angriff auf die Unabhängigkeit der Justiz und damit auf die Demokratie selbst verurteilt. Nach einem Regierungswechsel und der Übernahme des Präsidentenamtes durch Maithripala Sirisena im Januar 2015 wurde Bandaranayake wieder in ihr Amt eingesetzt. Am folgenden Tag trat sie von ihrem Amt zurück. Sie gab an, nur ihren Ruf wiederherstellen und die Anklagepunkte als falsch entlarven gewollt zu haben. 2016 wurde sie nach Niederlegung der Anklage auch strafrechtlich freigesprochen. Später war sie als Richterin am Nauru Court of Appeal, dem Obersten Gerichtshof von Nauru tätig.